# Увријеђени човјек
„Увријеђени човјек” је југословенски ТВ филм из 1972. године. Режирао га је Војислав Милашевић а сценарио је написан по делу Меше Селимовића.

## Улоге
| Глумац               | Улога                              |
| -------------------- | ---------------------------------- |
| Звонко Марковић      | Шеф                                |
| Урош Крављача        | Баћо                               |
| Руди Алвађ           | Контролор (као Рудолф Алвађ)       |
| Михајло Мрваљевић    | Машиновођа (као Михаило Мрваљевић) |
| Владо Јокановић      | Капетан (као Владимир Јокановић)   |
| Александар Сибиновић | Партизан                           |
| Звонко Зрнчић        | Партизан                           |
| Хранислав Рашић      | Партизан                           |
| Јосип Пејаковић      | Партизан                           |
| Бранко Личен         | Партизан                           |